# Landwind CV9
La Landwind CV9, chiamata anche Landwind Fashion, è una monovolume compatta prodotta dalla casa automobilistica cinese Landwind nel 2006-2011.

## Panoramica
Dopo la Landwind X8 e la Landwind GS6, la CV9 è il terzo tentativo da parte del produttore cinese di importare autovetture nel mercato europeo. Disegnata dalla I.De.A Institute il veicolo sale alla ribalta sulla stampa specializzata, soprattutto per la scarsa sicurezza rivelata dal crash test EuroNCAP del 2010 dove ottenne solo due stelle su cinque. Tuttavia, questo risultato è dovuto principalmente alle dotazioni di sicurezza di serie molto basse soprattutto per la mancanza del controllo della stabilità, mentre i veicoli precedenti dei produttori cinesi mostravano per lo più anche enormi debolezze strutturali. Gli airbag laterali infatti erano disponibili come optional per il veicolo, motivo per cui non vennero utilizzati nel crash test. Nel test l’ente evidenziò i seguenti risultati: 34% nella protezione degli adulti, 45% in quella dei bambini, 31% nel test investimento pedoni e 29% nei dispositivi di sicurezza di serie.
La versione base utilizza un motore 1.6 quattro cilindri alimentato a benzina da 97 CV, il motore top di gamma è un 2.0 litri benzina da 141 CV entrambi con cambio manuale Getrag a 5 rapporti e successivamente venne progettata anche una versione elettrica mai entrata in produzione. 
Venne importata in alcuni stati europei dalla fine del 2009 con l’obiettivo di venderne circa 1500 esemplari l’anno tra Germania, Belgio ed Italia. Tuttavia a causa della cattiva immagine dovuta alla scarsa sicurezza la vettura non arrivò mai in Italia e i piani di importazione furono cancellati.